# Richard von Stutterheim

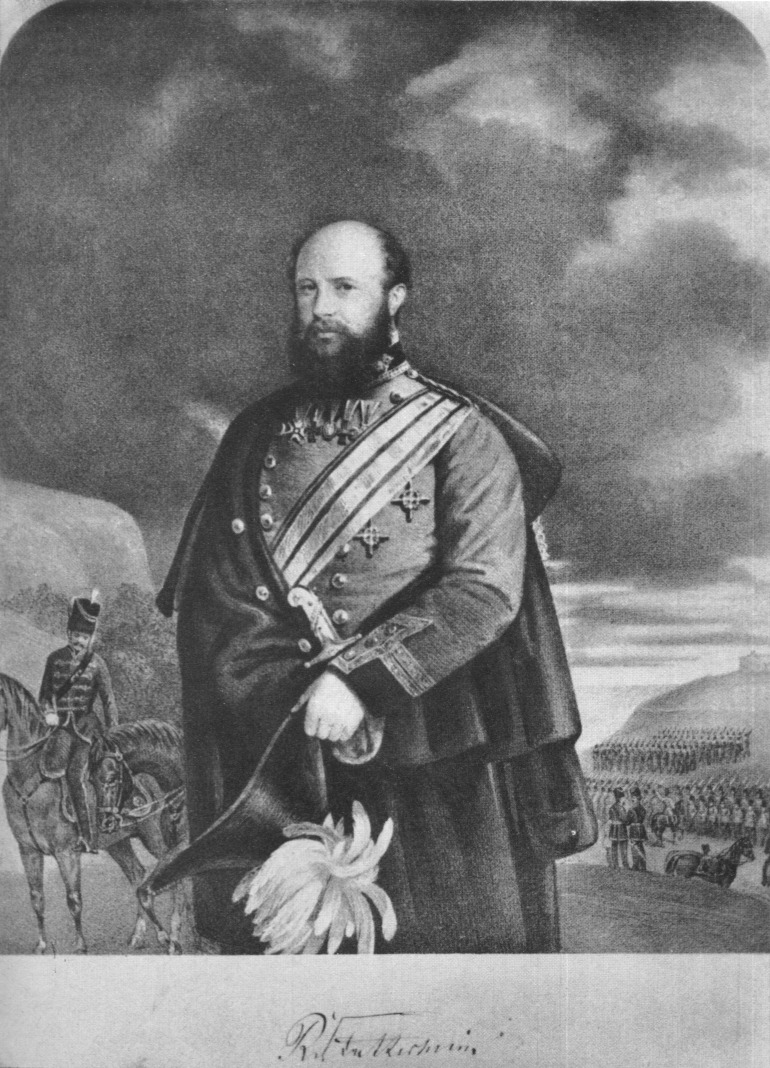
Richard von Stutterheim

Freiherr Richard Carl Gustav Ludwig Wilhelm Julius von Stutterheim (* 10. August 1815 in Helmstedt; † 9. November 1871 bei Wiesbaden im Rhein) war ein preußischer – später auch spanischer, braunschweigischer, holsteinischer und britischer – Offizier und Befehlshaber der britisch-deutschen Legion.

## Leben
Stutterheim begann seine militärische Karriere 1830 im preußischen Kadettenkorps, wurde am 5. August 1833 als Sekondeleutnant dem 17. Infanterieregiment in Düsseldorf zugeteilt und am 23. Juli 1834 zum 8. Husarenregiment versetzt. Wegen eines Duells, bei dem der seinen Gegner erschoss, verließ Stutterheim den preußischen Dienst bereits am 13. April 1835 und trat in die sogenannte britische Hilfslegion ein, die in Großbritannien unter dem General De Lacy Evans zur Teilnahme am Kampf für die Sache der spanischen Liberalen, Cristinos genannt, in den Carlistenkriegen gebildet worden war.
Im Jahre 1839 nach Deutschland zurückgekehrt, fand er in der braunschweigischen Artillerie Anstellung, machte als Premierleutnant den Feldzug des Jahres 1849 gegen Dänemark mit, trat in die schleswig-holsteinische Armee ein und nahm mit dieser 1850 am Kriege gegen Dänemark als Major und Generalstabsoffizier, zuerst bei der Avantgardenbrigade, dann in der Stellung eines Souschefs des Generalstabs unter Ludwig von der Tann und zuletzt als Generalstabschef des Kommandierenden Generals von der Horst teil. In der unglücklichen Schlacht bei Idstedt am 24. und 25. Juli 1850 zeichnete er sich durch besondere Tapferkeit aus.
Bei der Auflösung der schleswig-holsteinischen Armee wurde er als Stabsoffizier in das holsteinische Dragonerregiment übernommen. Da ihm in dieser dänischen Truppe aber als deutscher Offizier das Bleiben verleidet wurde, nahm er den Abschied, bekleidete eine Zeit lang den Posten eines Sekretärs der mexikanischen Gesandtschaft in Berlin und befand sich in Großbritannien, als der Krimkrieg ausbrach. Im Mai 1855 wurde er als Brevet-Colonel in die British Army aufgenommen und mit der Anwerbung und Organisation einer Fremdenlegion (British-German Legion) für den Krimkrieg betraut. Im September 1855 wurde er zum Brevet-Brigadier-General und im Februar 1856 zum Major General dieser Einheit befördert, die aber nicht mehr zum Einsatz kam, da der Krieg vorher endete.
Danach leitete er die Überführung eines Teiles der Legionäre nach Britisch-Kaffraria in der Kapkolonie (heute Südafrika), wo sie sich ansiedelten und zugleich eine Grenztruppe zum Gebiet der Xhosa bildeten. Er erreichte Kapstadt Ende Januar 1857 mit den ersten Siedlern, denen sich später weitere 2000 Soldaten und einige Frauen und Kinder anschlossen. In Südafrika erinnert noch heute die Kleinstadt Stutterheim an seine Tätigkeit.
Er selbst kehrte aber nach Deutschland zurück, wo er sich zunächst in Braunschweig niederließ, dann aber – mit den Geldern aus Südafrika – das Gut Baumgarten bei Ohlau in Schlesien erwarb. Aufgrund eines Geld verzehrenden gesellschaftlichen Lebens und seiner immer größer werdenden Spielsucht ging er bankrott. Er musste das Gut 1866 verkaufen und kehrte zunächst nach Braunschweig zurück. Gebrochen durch den Bankrott beendete er – nach neuerlichen großen Spielverlusten im Wiesbadener Kasino – sein Leben am 9. November 1871 bei Biebrich im Rhein.
Stutterheim war verheiratet mit Marie von Lauingen, der Tochter eines hochrangigen Forstbeamten aus Braunschweig, und hatte mehrere Söhne und Töchter.